# Proschaliphora butti
Proschaliphora butti är en fjärilsart som beskrevs av Rothschild 1910. Proschaliphora butti ingår i släktet Proschaliphora och familjen björnspinnare. Inga underarter finns listade i Catalogue of Life.